# Rodi
Het Rodi is een Noord-Germaanse taal die werd gesproken door de inheemse Noorse reizigers, in de volksmond sigøynere ('zigeuners') genoemd. Het werd vooral gebruikt in het zuiden en westen van Noorwegen. De geschiedenis van de taal gaat terug tot begin 16e eeuw.
Het Rodi was een gemengde taal die gebaseerd was op het Noors met leenwoorden uit het Duits en Romani. Daarnaast vertoonde het gelijkenissen met de Deense reizigerstaal en het Jenisch. Er bestond geen gestandaardiseerde vorm van het Rodi en dus waren er variaties in woordenschat, uitspraak en gebruik.
Het Rodi wordt tegenwoordig beschouwd als een uitgestorven taal. De meeste van de rondtrekkende Noren spreken Noors, maar gebruiken nog wel veel woorden en uitdrukkingen uit het Rodi. Het aantal sprekers is echter onbekend, maar wordt geschat op circa 100 à 150 en dan voornamelijk oudere mensen. Vandaag de dag spreken inheemse Noorse reizigers dus een 'gebroken' variant van het Rodi, een mengelmoes van Noors, Zweeds en leenwoorden. Desalniettemin worden ze als tweetalig gezien.
Het Rodi wordt ten onrechte verward met het Rotwelsch, een Duitse geheimtaal, en het Rotvælsk, een Deense geheimtaal. Ook is het Rodi niet hetzelfde als Scandinavisch Romani, dat door Roma gesproken wordt, geen dode taal is en in Zweden zelfs de status van officieel erkende minderheidstaal heeft.